# Titi Kamal
Kurniati Kamalia née le 7 décembre 1981 à Jakarta est une actrice  et mannequin indonésienne.
Kamal a épousé l'acteur Christian Sugiono à Perth, en Australie, le 6 février 2009. Le couple a organisé deux réceptions de mariage, l'une en Australie et l'autre à Jakarta.